# Proctite
La proctite è una malattia infiammatoria dell'intestino retto. Quando si localizza anche al sigma prende il nome di proctosigmoidite. L'infiammazione del solo ano è invece chiamata anite.

## Eziologia
Le sue cause possono essere molteplici. La proctite può essere di eziologia ignota (p. es., proctite ulcerosa o malattia di Crohn) o può derivare da malattie trasmesse sessualmente (p. es., gonorrea, sifilide, di solito secondaria; Chlamydia trachomatis; herpes simplex; citomegalovirus [CMV]) o da altre infezioni (p. es., Campylobacter, Shigella, Salmonella). Può essere associata a un pregresso uso di antibiotici. Altre cause di proctite includono la radioterapia e la sindrome di "diversione" che si verifica in pazienti che hanno il retto intatto con una colostomia o un'ileostomia. I pazienti immunodepressi sono particolarmente a rischio per le infezioni da herpes simplex e da CMV. In alcuni pazienti, le proctiti aspecifiche evolvono verso la colite ulcerosa cronica o rappresentano una complicanza della malattia di Crohn.
In alcuni casi le proctiti ci complicano in proctocoliti e queste possono essere causate da allergie alimentari, sono chiamate proctocoliti indotte dalle proteine alimentari .

## Clinica
Il paziente lamenta un sanguinamento rettale o la secrezione di muco. Le proctiti dovute a gonorrea, herpes simplex o CMV possono causare un dolore anorettale. La diagnosi richiede una proctoscopia o una sigmoidoscopia, che possono rivelare una mucosa rettale infiammata. La diagnosi viene posta mediante uno striscio e una coltura della parete rettale per batteri, funghi e virus patogeni; il test di Tzanck per la visualizzazione microscopica di cellule giganti multinucleate; i test sierologici per la sifilide; e la ricerca nelle feci del C. difficile. A volte è necessaria una biopsia della mucosa. La valutazione degli altri tratti dell'intestino con l'endoscopia o l'rx può essere necessaria in alcuni pazienti.